# Divoká honba

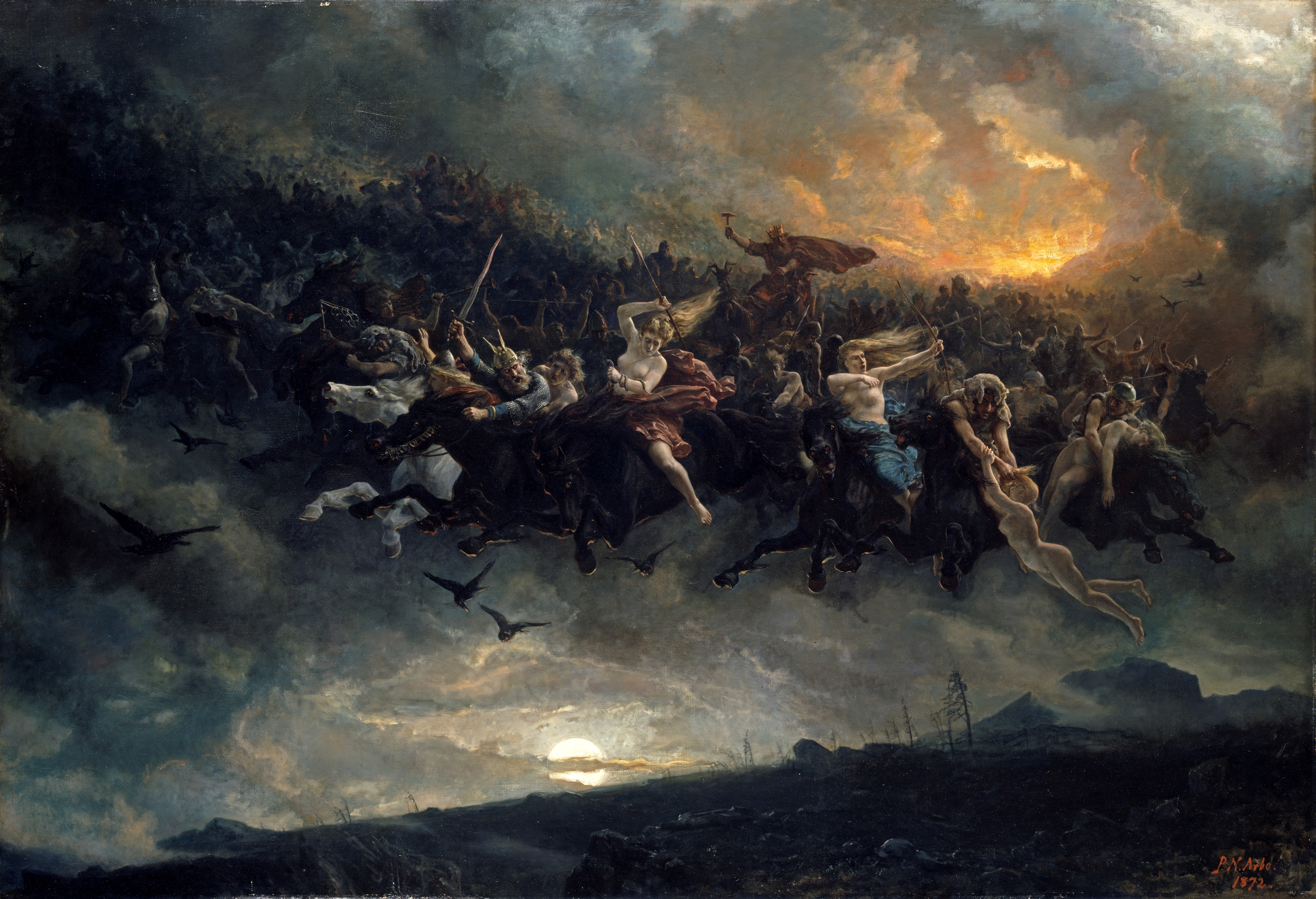
Peter Nicolai Arbo, Aasgaardreien, 1872, zobrazení skandinávského podání Divoké honby

Divoká honba či Štvaní je v evropských pověstech označení pro skupinu démonických bytostí, často považovaných za duše zemřelých či lovce, které se se svým vůdcem prohání po obloze či zemi, a to nejčastěji v noci. Víra v Divokou honbu je pravděpodobně germánského původu, ale pronikla i do kultury keltské, slovanské a románské.
Kromě zemřelých či lovců může být průvod tvořen také vojáky nebo vílami a často je doprovázen psy. Vůdcem Honby může být například král Herla, lovec Herne, velšský vílí král Gwyn Ap Nudd, král Artuš nebo Dietrich z Bernu. Jako vůdce Honby často vystupuje také germánský bůh Wodan či jeho severský protějšek Ódin. Podle Claude Lecouteuxe však tento motiv není původní. V některých případech je Honba vedena také ženskými postavami jako Diana, Holda nebo Perchta.
Podle Motif-Index of Folk Literature Stitha Thompsona náleží Divoká honba do skupiny E501. Kategorie E označuje příběhy o zemřelých, podkategorie E500 příběhy o přízračné armádě.

## Prameny
Divoká honba se poprvé objevuje ve středověkých pramenech, nejvýznamnější jsou zmínky Orderica Vitala a Waltera Mapa. Orderic Vitalis v sedmé knize svých Církevních dějin z 12. století popisuje setkání faráře s Honbou složenou z různých bytostí, převážně zemřelých, vedených králem Herlechinem. Walter Map v De nugis curialium
z 12. století vypráví o bretonském králi Herlovi, pravděpodobně totožném s Ordericovým Herlechinem, který se dostal se svou družinou na svatbu krále trpaslíků a po návratu z ní zjistí že uběhlo dvě stě let, nesmí sesednou z koní a musí se toulat po světě.

## Česko
V Česku se pověsti o Divoké honbě objevují spíše v Čechách než na Moravě a to především v okrajových lesnatých oblastech. Honba má zpravidla podobu vojska mrtvých které povstává na Dušičky či Štědrý den, šikuje, cvičí ve zbrani nebo hoduje u ohně a okolo půlnoci táhne za doprovodu bubnů. Martin Stejskal s tímto fenoménem spojuje také hraničníka, lesního démona v podobě muže v šedém, na kterého se věřilo v okolí České Třebové nebo lesního ducha (německy Waldschütz) který byl znám na Kraslicku a obcházel o půlnoci lesy a tloukl do stromů.